# Afrotysonia glochidiata
Afrotysonia glochidiata là loài thực vật có hoa trong họ Mồ hôi. Loài này được (R.R.Mill) R.Mill mô tả khoa học đầu tiên năm 1986.